# Camairago
Camairago ist eine Fraktion der Gemeinde Castelgerundo in der Provinz Lodi in der italienischen Region Lombardei.
Die Gemeinde Camairago wurde am 1. Januar 2018 mit Cavacurta zur neuen Gemeinde Castelgerundo zusammengeschlossen. Die Gemeinde Camairago hatte zuletzt 654 Einwohner (Stand 31. Dezember 2016).

## Ortsteile
Im Gebiet der ehemaligen Gemeinde liegen neben dem Hauptort die Wohnplätze Bosco Valentino und Mulazzana.